# Shibetsu
Shibetsu (jap. 士別市 Shibetsu-shi) – miasto w Japonii, w podprefekturze Kamikawa na Hokkaido. Jego nazwa pochodzi z języka ajnoskiego, gdzie oznacza „dużą, prawdziwą rzekę”, „główny nurt”. Miasto ma powierzchnię 1 119,22 km². W 2020 r. mieszkało w nim 17 858 osób, w 8 157 gospodarstwach domowych  (w 2010 r. 21 787 osób, w 9 078 gospodarstwach domowych) .